# Джеймс Бреддок
Джеймс Волтер Бреддок (англ. James Walter Braddock) також відомий як Джим Бреддок (англ. James J. Braddock, 7 червня 1905, Нью-Йорк, США — 29 листопада 1974, North Bergen, Нью-Джерсі, США) — американський професійний боксер, чемпіон світу (1935—1937) у важкій вазі.
2001 року включений до Міжнародного залу боксерської слави, розташованого в Канастоті, Нью-Йорк.

## Біографія
Джеймс Бреддок — нащадок ірландських переселенців. Він народився в районі Пекельна кухня на Манхеттені, розташованому на заході 48 вулиці в межах житлових кварталів Медісон-сквер-гарден. У молодості його метою була гра у футбол під керівництвом Кнута Рокне Knute Rockne ) в Університеті Нотр-Дам.
Помер у 1974 році у віці 69 років. Похований на цвинтарі Mount Carmel Cemetery у боро Тенафлай, штат Нью-Джерсі.

## Професійна кар'єра
Перший бій провів 13 квітня 1926 року. Поєдинок, що тривав 4 раунди, завершився внічию.
17 жовтня 1928 року переміг за очками колишнього чемпіона світу у напівсередній вазі Піта Лацо.
18 січня 1929 року програв за очками Лео Ломськи.
11 березня 1929 року переміг технічним нокаутом у 9-му раунді колишнього чемпіона світу у напівважкій вазі Джиммі Слеттері.

### Чемпіонський бій з Томмі Лограном
18 липня 1929 року Бреддок вийшов на бій за звання чемпіона світу в напівважкій вазі проти Томмі Лограна. Поєдинок тривав усі 15 раундів. Судді одноголосно віддали перемогу чинному чемпіону.
Після бою з Лограном впродовж 1929—1933 років кількість отриманих поразок у Бреддока майже вдвічі перевищувала кількість здобутих перемог.
15 листопада 1929 року програв за очками Максі Розенблюму.
17 січня 1930 року Бреддок вдруге у кар'єрі зустрівся з Лео Ломськи . Джеймсу двічі вдалося надіслати супротивника в нокдауни. Однак він програв бій розділеним рішенням суддів.
21 вересня 1932 року програв за очками Джону Генрі Льюїсу.
Після бою з Ейбом Фельдманом (у вересні 1933 року) вирішив піти з боксу.

### Повернення на ринг
У червні 1934 року Бреддоку запропонували вийти на ринг проти молодого перспективного важковаговика Корна Гріффіна. Причому пропозиція була зроблена лише за два дні до бою. Джеймс погодився. Гріффін був лідером (5 до 1). Проте результат бою виявився дуже несподіваним. Бреддок переміг технічним нокаутом вже в 3-му раунді.
16 листопада 1934 року Бреддок у матчі-реванші здобув перемогу за очками над Джоном Генрі Льюїсом.
22 березня 1935 року переміг за очками Арта Ласкі.

### Чемпіонський бій з Максом Бером
13 червня 1935 року Бреддок вийшов на бій за титул чемпіона світу у важкій вазі проти Макса Бера. Бер був явним лідером (10 до 1). Поєдинок тривав усі 15 раундів. Джим Бреддок здобув сенсаційну перемогу та вперше в кар'єрі став чемпіоном світу.
22 червня 1937 року поступився титулом Джо Луїсу, програвши нокаутом у 8-му раунді.
21 січня 1938 року переміг за очками Томмі Фарра. Після цього пішов із боксу остаточно.

## Цікаві факти
- Джеймс Дж. Бреддок" — так названий у Північному окрузі Хадсон парк North Bergen.
- Британська група The BibleCode Sundays[en] у 2008 випустила пісню під назвою «The Cinderella Man» (з англ. —  «Попелюх»), як данина Бреддоку.
- У 2005 році на основі біографії Джеймса Бреддока вийшов фільм «Нокдаун», який розповідає історію боксера. Головну роль зіграв Рассел Кроу.